# Lutz Kayser
Lutz Tilo Ferdinand Kayser (* 31. März 1939 in Stuttgart; † 19. November 2017 auf Bikendrik Island, Marshallinseln) war ein deutscher Luft- und Raumfahrtingenieur sowie Unternehmer. Er gründete 1975 das weltweit erste private Raumfahrtunternehmen, die OTRAG.

## Leben
Lutz Kayser besuchte das Karls-Gymnasium in Stuttgart, als er 1955/56 Gründungsmitglied der von Eugen Sänger geleiteten Arbeitsgemeinschaft für Raketentechnik und Raumfahrt an der Universität Stuttgart e. V. wurde. Mit ihr hatte er die Möglichkeit, Raketentriebwerke am Boden zu testen, sie durften allerdings nicht abheben. Hier freundete er sich mit Wolfgang Pilz an. Sein Ingenieurstudium der Aeronautik und Raumfahrt an der Universität Stuttgart schloss er 1968 mit dem Diplomexamen ab.
Er arbeitete am Institut für Raumfahrtantriebe in Lampoldshausen. 1970 gründete er in Stuttgart die Technologieforschungs GmbH.

### Die OTRAG
Im Jahr 1975 gründete Kayser die OTRAG (Orbital Transport- und Raketen Aktiengesellschaft), das erste private Raumfahrtunternehmen. Es hatte zum Ziel, Raumfahrt mit möglichst einfachen Mitteln zu betreiben und ein Netz an Kommunikationssatelliten zu errichten. Dies sollte mit dem unkonventionellen Konzept der Bündelrakete bewerkstelligt werden. Zwischenzeitlich erfreute sich das Projekt großer politischer Unterstützung, so wurde 1976 eine Fläche von 100.000 km² im damaligen Zaire an die Aktiengesellschaft verpachtet. Dazu genossen das Projekt und seine Mitarbeiter zahlreiche Begünstigungen. Als Entgelt war für den zairischen Diktator Mobutu Sese Seko eine einmalige Zahlung von 50 Millionen Deutsche Mark nach dem ersten erfolgreichen Start vorgesehen. Die ersten beiden Starts verliefen planmäßig, der dritte Start stellte sich aber als schwerer Fehlschlag heraus. Zudem stattete Mobutu ihm einen Besuch ab, wodurch die Weltpresse von dem Projekt erfuhr.

„Es gab den Verdacht, dass hier dunkle Kräfte innerhalb der deutschen Bundesregierung versuchen, die nach dem Krieg geschlossenen Verträge zu umgehen und so in den Besitz von Raketen und vielleicht sogar Massenvernichtungswaffen zu gelangen. Diesen Verdacht hegte man übrigens nicht nur in der Sowjetunion.“

Laut Bodo Hechelhammer, dem Chef-Historiker des BND, handelte es sich hierbei um politisches Kalkül mit dem Ziel der Diskreditierung der Bundesrepublik Deutschland.
Auf den politischen Druck Frankreichs, der Vereinigten Staaten, Deutschlands und der Sowjetunion hin wurde der Pachtvertrag im April 1979 gekündigt und die OTRAG musste Zaire verlassen. Im Zuge dessen wurde auch die bisherige steuerliche Begünstigung der OTRAG, durch die sie die nötigen Mittel für ihre Raketentests erst aufbringen konnte, aufgehoben.
Anschließend begab man sich auf die Suche nach einem neuen Startplatz; zunächst gelang dies aber wegen einer Art „internationaler Ächtung“ des Projekts nicht. Schließlich erregte man aber das Interesse des damaligen libyschen Diktators Muammar al-Gaddafi, der sich eine militärische Nutzung der OTRAG-Raketen erhoffte. Am 1. März 1981 fand der erste Start einer OTRAG-Rakete in Libyen statt; er stellte sich als Erfolg heraus, die Rakete stieg einige Kilometer senkrecht in die Luft. Nun geriet das Projekt erneut in den Fokus der Weltöffentlichkeit, die britische Rundfunkanstalt BBC illustrierte die militärische Verwendbarkeit. Gaddafi beschwichtigte aber, es handele sich um eine friedfertige zivile Aktion zur Erkundung des Weltraums.
Kayser entglitten die Angelegenheiten in Libyen allmählich. Währenddessen führte er ein Jetset-Leben und schien sich immer weniger für sein Projekt zu interessieren. Schließlich revoltierten die Aktionäre der OTRAG und erzwangen den Richtungswechsel. Nach der Beinahe-Insolvenz und einem Sanierungsvergleich musste er 1981 den Vorsitz an Frank Wukasch abtreten.
Dazu hatten er und sein Nachfolger Wukasch unterschiedliche Ansichten:

„Der Aufsichtsrat hat die Firmenstruktur ein bisschen durcheinandergebracht, indem er mich als Nummer zwei als neuen Vorstand eingesetzt hat, mit der Maßgabe, die Arbeiten der OTRAG in Libyen zu beenden und wenn möglich das Verhältnis zur Bundesregierung wieder zu bereinigen.“

„Und dann bin ich aber weggegangen, weil die Militärs das übernehmen wollten und sagten: ‚Wir wollen selbst die Raketen bauen‘. Es war sehr klar durchsichtlich, dass sie das für militärische Dinge anwenden wollten. Dann habe ich gesagt ‚Nein, das kann ich nicht‘, in der Hoffnung, dass Gaddafi dann sagt: ‚Komm zurück, ich habe meine Leute zurechtgewiesen‘. Das geschah aber zwei Jahre lang nicht.“

Nun übernahmen libysche Militärs das Projekt. Mit ihnen kamen eigene Ingenieure und Techniker hinzu, die angelernt werden sollten. Fortan wurde nicht mehr auf das Ziel der Satelliten-Trägerrakete hin gearbeitet, das Ziel der militärischen Nutzung wurde offensichtlich. Als Reaktion zog sich die Mehrzahl der deutschen Techniker zurück.
Gaddafi testete nun an einer Kurz-, möglicherweise sogar an einer Mittelstreckenwaffe, parallel dazu lief der Aufbau einer Giftgas-Fabrik. Der Wissenstransfer von den deutschen Technikern zu den Libyern schlug jedoch fehl und so misslang die Entwicklung einer solchen Waffe – es fehlte vor allem eine präzise Ziellenkung. Kayser entwickelte das OTRAG-Konzept bis 1987.

### Nach der OTRAG
Danach lebte Kayser lange in Tripolis und entwickelte Aufwindkraftwerke. 2002 war er Professor und Direktor Technical Education an der Libyschen Akademie der Wissenschaften.
Er wurde CEO und Präsident der Firma von Braun Debus Kayser Rocket Science in Wilmington, Delaware. 2007 ließ Kayser sich auf den Marshallinseln nieder. 2008 trat er Interorbital Systems bei.

## Kritik
„Was frappierend bei ihm war: Dass er nie verstanden hat, dass ein solches Projekt [gemeint ist die OTRAG], gerade wenn es von einem Deutschen kam, der noch während des [Zweiten Welt-] Krieges geboren wurde, in Zeiten des Kalten Krieges zum Scheitern verurteilt war. Ich hatte den Eindruck, dass er unfähig war, die geopolitischen Verhältnisse seiner Zeit zu analysieren und zu verstehen.“

## Trivia und Privates
- Sein Vater, der Chemiker Ludwig Kayser, war Vorstandsmitglied der Süddeutschen Zucker AG. Sein Bruder Manfred wurde Geschäftsführer im Lindauer Werk der Dornier-Werke.[6]
- Auf der Suche nach einem Startplatz in Indonesien und Südamerika begegnete er zufällig einem Finanzmann, der das Rumble in the Jungle (1974) in Zaire mitorganisierte.[7]
- Kaysers Wohnsitz auf den Marshallinseln befand sich nicht weit entfernt von dem Startplatz, von dem aus Elon Musk im Jahr 2008 seine Space-X-Rakete Falcon 1 erfolgreich startete: Omelek Island, eine Insel, die ebenfalls den Marshallinseln zugehörig ist.[2]

## Schriften
- mit Margit Balser: Das internationale System der Einheiten. Umrechnungsfaktoren aller englischen und deutschen Masseinheiten in das SI. Arbeitsgemeinschaft für Raketentechnik und Raumfahrt e.V., Stuttgart 1967.
- Untersuchungen an einem Zweistoff-Heißgas-Raketentriebwerk zur Bahn- und Lageregelung TIROC. Hrsg.: Bundesministerium für Forschung und Technologie. Zentralstelle für Luft- und Raumfahrtdokumentation und -information (ZLDI) der Deutschen Forschungs- und Versuchsanstalt für Luft- und Raumfahrt, München 1973.

## Dokumentarfilme
- Oliver Schwehm: Fly Rocket Fly – Mit Macheten zu den Sternen. Lunabeach TV & Media, Belgien/Deutschland 2018 (90 Minuten)[8]
- Kersten Schüßler, Oliver Schwehm: Deutsche Raketen für Gaddafi. Spiegel TV (im Auftrag des WDR), Deutschland 2020 (52 Minuten); Video verfügbar bis zum 21. November 2024[2]